# Macropus rufus
El canguro rojo o canguro gigante rojo (Macropus rufus)  es el canguro de mayor tamaño. Es el mamífero terrestre más grande nativo de Australia, y de los marsupiales existentes en el mundo. Se encuentra por toda Australia a excepción de las áreas más fértiles, como el sur Australia occidental, las costas este y sureste, y las selvas tropicales a lo largo de la costa norte.

## Descripción
El canguro rojo es el mayor de los mamíferos marsupiales. Llega a medir 1,8 metros de altura, y la cola puede alcanzar los 120 cm de longitud. Pueden pesar hasta 90 kg. Los machos suelen tener el pelaje más rojizo y son mayores, mientras que las hembras presentan una coloración más grisácea. Suele permanecer en posición bípeda, con la cola como un tercer punto de apoyo. Los canguros rojos no pueden desplazarse caminando, y deben moverse a saltos. En posición cuadrúpeda deben avanzar con las dos patas traseras a la vez. Los saltos del canguro rojo pueden alcanzar 3 m de altura y 10 de largo, pueden alcanzar una velocidad de 50 km por hora.

## Biología y comportamiento
El canguro rojo es un marsupial herbívoro. Su dieta consiste en hierba y hojas de árboles. Suele organizarse en grupos, que en épocas lluviosas constan de 2-10 ejemplares, y en época de sequía pueden alcanzar los 1500 individuos. Los grupos están liderados por un macho dominante, que se aparea con varias hembras. Su población varía con las lluvias. En época de sequía la población se reduce a la mitad. Por otra parte, en estas épocas los machos no producen esperma. Las hembras solo conciben si ha llovido mucho. Tras 33 días de embarazo, la cría, inmadura, trepa hacia el marsupio de su madre. Allí permanece durante 190 días, hasta salir por primera vez de la bolsa. La cría se independiza al año de vida.
Ocupan un territorio de alrededor de 150 kilómetros cuadrados. Todo grupo tiene al menos un macho adulto. Si hay varios machos el dominante en batalla será quien dirija la manada.
Suele tener hábitos nocturnos, cuyo hecho le permite soportar el calor en momentos sofocantes. Para ello descansa a la sombra de árboles o arbustos y, en ocasiones, excavan un agujero poco profundo en el que se acuesta.
Para refrescarse cuando la temperatura es alta, el canguro se lame los antebrazos, carentes de pelo, donde tiene vasos sanguíneos superficiales. Para perder temperatura corporal también jadea.

## Depredadores
Sus principales depredadores son el águila audaz y el dingo. Aunque su principal defensa es la huida, puede propinar fuertes patadas o arañazos con sus garras.